# Reichskirche
Il termine Reichskirche, in italiano Chiesa Imperiale, viene applicato a diverse fasi e regioni della storia tra stato e Chiesa. Descrive una stretta connessione ideale, istituzionale e personale tra un sistema politico di governo e la Chiesa cristiana diffusa nell'area interessata. La Chiesa è subordinata all'autorità statale o monarchica, la legittima moralmente ed è materialmente assicurata e promossa da essa.

## Reichskircheromana
L'unione del potere secolare e dell'autorità spirituale ha come classico esempio nell'antichità nel faraone egiziano, il quale era allo stesso tempo il più alto sacerdote, dio e sovrano secolare del suo stato. Questa tendenza era evidente anche nell'antico Oriente. Durante il periodo romano, Giulio Cesare unì le funzioni di capo di stato e pontifex maximus. Questa unione personale fu poi mantenuta dagli imperatori romani da Augusto (dal 12 a.C. in poi): oltre al titolo imperator come designazione del potere secolare, egli usò il titolo Augustus, con il quale si pretendeva, nel periodo imperiale romano, la riverenza e adorazione nei confronti dell'imperatore durante la sua vita. Il rifiuto di molti cristiani di compiere questa forma di venerazione del capo dello stato diede origine alle prime controversie con lo stato romano.
Costantino il Grande fu il primo imperatore romano a privilegiare ufficialmente il cristianesimo all'inizio del IV secolo. Già nel 313 lui e l'imperatore Licinio concessero nell'editto di Milano la libertà religiosa ai cristiani e a tutti i cittadini dell'impero. Negli anni successivi promosse ulteriormente il cristianesimo e assicurò così la svolta costantiniana nella politica religiosa romana, cambiamento che prese il suo nome. Dopo la sua morte nel 337, i suoi figli, in particolare Costanzo II, continuarono a promuovere il cristianesimo e quindi a discriminare il paganesimo.
Un passo essenziale per la realizzazione della chiesa imperiale romana fu l'editto di Tessalonica dell'anno 380, che dichiarò la fede trinitaria romano-alessandrina religione ufficiale dell'Impero Romano allo scopo di porre fine alle controversie intra-cristiane, e l'editto del 391 in cui Teodosio I proibì i culti pagani. Così la chiesa cattolica romana divenne infine la Chiesa imperiale. Secondo l'opinione odierna di molti ricercatori, tuttavia, fu solo sotto Giustiniano I che, a metà del VI secolo che il cristianesimo prevalse effettivamente sul paganesimo.
Il cristianesimo aveva così assunto la funzione politica di collegamento di tipo spirituale tra le componenti dell'impero, compito che in precedenza era stato svolto dalla religione romana. la devozione alla religione cristiana divenne un dovere civico. L'imperatore romano, da parte sua, vedeva come suo dovere la promozione di una chiesa unificata, poiché vedeva nella chiesa imperiale la forza contro un'ulteriore frammentazione dell'impero.
Le conseguenze furono, tra le altre cose, la convocazione imperiale di concili, l'influenza imperiale sui dogmi e il rafforzamento dell'autorità dei vescovi. Quest'ultimo in particolare fece sì che, anche dopo il crollo dell'Impero Romano d'Occidente, potesse rimanere una struttura legale e amministrativa in gran parte intatta nella forma della chiesa romana.
Dopo la perdita degli imperatori romani d'Occidente, gli imperatori romani a Costantinopoli furono di nuovo gli unici governanti legittimi sul territorio del crollato impero d'occidente, il che indebolì anche la posizione dei papi a Roma nei confronti dei patriarchi a Costantinopoli. Dopo la fine dell'unità dell'impero, papa Gelasio I si oppose all'imperatore Anastasio I alla fine del V secolo con la teoria delle due spade, e secoli dopo con la separazione dalla Chiesa Romana d'Oriente (Scisma d'Oriente del 1054), sia l'unità dell'impero che l'unità tra Chiesa e Stato erano finalmente terminate.

## Reichskirchenel Sacro Romano Impero
I re romano-tedeschi medievali dovettero rendersi conto che il sistema feudale non era sufficiente per amministrare la terra, poiché c'era una tendenza tra i vassalli a trasformare la proprietà feudale in proprietà ereditaria e quindi a sottrarla al controllo del re. Pertanto, i re e gli imperatori iniziarono a infeudare i vescovi con territori e diritti, poiché dovevano rimanere senza figli, il che non poneva il problema dell'ereditarietà. Di regola, per rafforzare il principio, l'imperatore si preoccupava di nominare un uomo come vescovo di una zona che proveniva da un'altra zona. Tutte le forze laiche e regionali, i duchi, i conti e i nobili proprietari terrieri, che si opponevano alla rivendicazione del potere dell'imperatore, minacciavano inevitabilmente gli interessi del vescovo che dipendeva dal monarca.
Questo equilibrio divenne problematico quando la riforma cluniacense prese più seriamente il mandato pastorale della chiesa e richiese che i sacerdoti - compresi i vescovi - fossero nominati indipendentemente dai governanti secolari. Ciò portò ad aspre dispute tra papa e l'Imperatore, la lotta per le investiture (vedi anche De civitate Dei).
Importante è stato considerato negli ultime ricerche lo studio delle relazioni tra principi ecclesiastici tedeschi che erano membri di casati regnanti e il complesso mondo degli antichi stati italiani. Tra questi in particolare i rapporti con il pontefice al quale spettava una seppure limitata ingerenza negli affari della Reichskirche come disposto dai Concordata Nationis Germanicae con i quali Roma aveva dovuto accettare le peculiarità della Chiesa Imperiale. Gli esponenti dell’alto clero tedesco erano influenzati nella loro azione politica, in quanto nel contempo principi territoriali e, soprattutto nei casi dei membri di case regnanti, dalla dinastia d’origine. In particolare, le dinastie cattoliche erano protese ad accrescere la loro importanza politica attraverso l’inserimento di membri delle loro casate famiglia nei gangli decisionali dell'impero, con preferenza per il collegio dei principi elettori al quale appartenevano gli arcivescovi di Magonza, Treviri, Colonia, e tutte le altre sedi vescovili, abbazie o prepositure principesche che vantavano il diritto a sedere in Dieta. Quindi, l'interdipendenza tra impero e chiesa rimase comunque stretta, poiché quasi tutti i vescovi tedeschi e molti abati erano principi imperiali da Ottone il Grande fino al Reichsdeputationshauptschluss del 1803.

## Reichskirchetedesco (nazionalsocialismo)
Il movimento religioso nazionale cristiani tedeschi (Deutsche Christen) (DC), emerso all'interno del protestantesimo nella repubblica di Weimar, accolse con grande favore l'ascesa di Adolf Hitler e dello stato nazionalsocialista tedesco. La DC insediò il vescovo del Reich Ludwig Müller e proclamò la Chiesa del Reich, in cui dovevano essere incorporate tutte le chiese protestanti regionali e confessionali. Essi adottarono il programma dello Gleichschaltung chiedendo il licenziamento degli ecclesiastici non conformi al sistema e l'applicazione dell'Arierparagraph per la chiesa, abrogando inoltre l'Antico Testamento e di tutte le usanze "straniere". La Reichskirche, però, fallì: la chiesa confessante, che stava scomparendo, aveva un ruolo molto meno rilevante dell'ideologia del nazionalsocialismo stesso, i cui rappresentanti Heinrich Himmler e Alfred Rosenberg proclamarono presto apertamente la politica di eliminare tutti i movimenti indipendenti (e quindi anche la Chiesa).